# Telsur
Telsur, cuyo nombre legal es Telefónica del Sur S.A., es una unidad de negocios perteneciente a Grupo Gtd que entrega servicios de Telecomunicaciones y Servicios TI en la zona comprendida entre la región del Maule y la región de Aysén.  
Su origen se remonta hacia el 29 de abril de 1893, en la ciudad de Valdivia (Región de Los Ríos) y se enfoca en atender tanto a los segmentos residencial y negocios como a grandes empresas y corporaciones. 
Su casa matriz actual, oficinas comerciales, gerencia general y corporativa se ubican en la ciudad de Valdivia.

## Historia
A mediados de 1893 nació en Valdivia la Compañía Nacional de Teléfonos, de la mano de un grupo de empresarios de origen alemán asentados en la ciudad de Valdivia: Gustavo y Carlos Pröchelle, Arnulfo Anwandter, Reinaldo Harnecker y Ricardo Köerner.
Si bien no es una empresa grande, ha destacado por ser pionera tecnológicamente hablando: fue la primera en ofrecer Discado Directo Nacional, en implementar identificadores de llamados, televisión digital, la primera en ofrecer banda ancha ADSL en ciudades fuera de Santiago y telefonía local inalámbrica en Chile (Superinalámbrico).
Tiene presencia en las regiones del Maule, Ñuble, Bíobío, Araucanía, Los Ríos, Los Lagos y de Aysén (Curicó hasta Cochrane). En la Región de Aysén, Telsur opera a través de Telefónica de Coyhaique (Telcoy) y en Pucón, Loncoche y Villarrica, opera a través de Plug And Play Net S.A. (P&P) y ahora también como Telsur en sus nuevos clientes.
En junio de 2007, Telsur instaló fibra óptica hasta la Región de Aysén en un trazado de 830 km. que incluyó secciones submarinas y que fue financiado parcialmente por el fondo de desarrollo de las telecomunicaciones. Así se mejoró la conectividad de dicha región. 
Para respaldar esta red en la zona austral del país, y tras adjudicarse un segundo proyecto de cableado de fibra para mejorar la conexión de Chiloé y Aysén. se inaugura el tramo submarino de fibra óptica más largo de Chile, con una extensión de más de 350 km que une Quellón, en la Isla de Chiloé, con Puerto Chacabuco, en la Región de Aysén. Esta inversión realizada con capitales propios y desplegada íntegramente por territorio nacional, le permitió a la compañía asegurar la conectividad en la zona comprendida entre Puerto Montt y Coyhaique.
En diciembre de 2009, Telsur pasa a ser una unidad de negocio de Grupo Gtd. Desde ese instante, se ha potenciado la oferta del segmento empresas y corporaciones del sur de Chile, además de desplegar la más moderna red, que hoy permite otorgar fibra óptica a más de 80.000 hogares del sur del país y a más de 10 000 empresas, destacando la conectividad entregada a la región de Aysén, donde cerca de 9.000 hogares cuentan con fibra óptica, brindando así soluciones y una atención de primer nivel en una de las zonas geográficamente más complejas del país.[cita requerida]
El 18 de mayo de 2022 Telsur, junto con la Corporación del Patrimonio de Chile, inauguraron en Valdivia el Museo de las Telecomunicaciones, el primero de su tipo en el país.

## Negocios actuales
Sus servicios son:
- Telefonía red fija hogar.
- Internet para personas y empresas, por ADSL y fibra óptica a la casa (FTTH).[4]
- Telefonía celular. Gtd Móvil: Es el primer operador móvil virtual masivo del país, el que utiliza la red de Movistar para ofrecer cobertura en todo Chile.[5]
- Telefónica del Sur es la primera empresa en Chile y en Sudamérica que ofrece Televisión Digital Inalámbrica vía Internet (IPTV), WiTV televisión digital inalámbrica.[6]

### Telsur TV Digital
El servicio de TV de pago que posee Telefónica del Sur, siendo la primera empresa en Chile y en Sudamérica que ofrece el servicio de Televisión digital Inalámbrica (Wi-Fi) - vía Internet (IPTV).
Posee una gran cobertura en el sur de Chile, abarcando ciudades desde Chillán hasta Chiloé, además de Coyhaique.
Ahora la empresa además de ofrecer televisión digital IP, desde mediados de julio de 2010 y en pleno Mundial de Sudáfrica ofrece su servicio de TV digital de alta definición.